# Leśna (Hajnówka)
Leśna – część miasta Hajnówki położona między ulicami Wrzosową, Ogrodową i Warszawską.

## Historia
Za II RP Leśna należała do gminy Białowieża. 16 października 1933 weszła w skład nowo utworzoneh gromady Hajnówka w gminie Białowieża. 1 października 1934 po raz drugi utworzono gminę Hajnówka, w skład której weszła Leśna jako składowa gromady Hajnówka.
Po II wojnie światowej Leśna zachowała przynależność administracyjną. 1 stycznia 1951 gromadę Hajnówka (z m.in. Leśną) przekształcono w miasto Hajnówka.